# Billardkreide

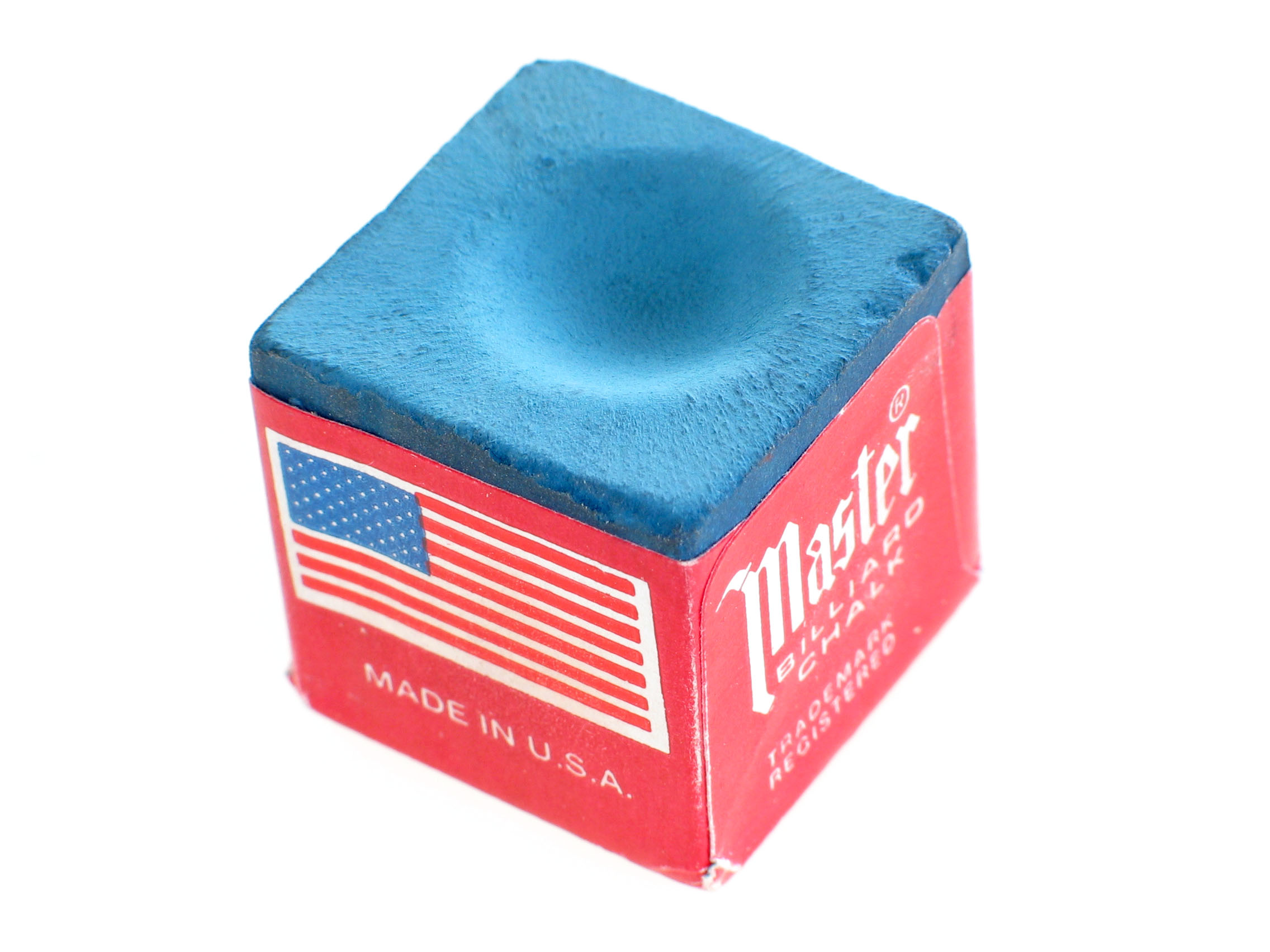
Kreidewürfel für Poolbillard

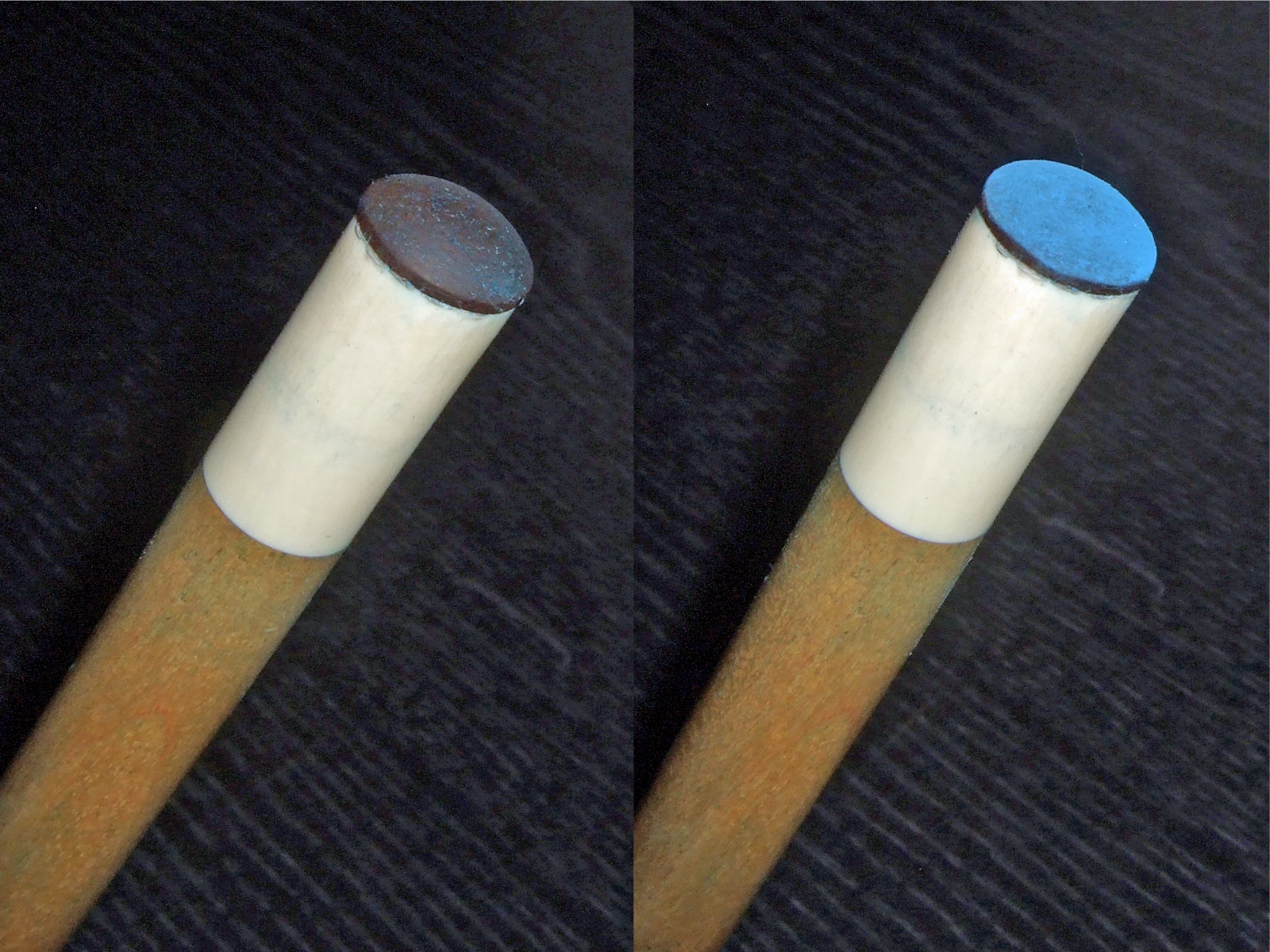
Ungekreidete und gekreidete Pomeranze

Die Billardkreide wird auf die Pomeranze an der Queuespitze aufgetragen. Sie sorgt für bessere Haftreibung zwischen Pomeranze und Spielball, insbesondere beim Spiel mit Effet.
Die Kreide wird in Form von papier-ummantelten Würfeln oder Zylindern (Kreis und Achteck) angeboten. Ein solcher Kreidewürfel hat üblicherweise eine Kantenlänge von ca. 2 cm.
Billardkreide wird in vielen Farben angeboten. Üblicherweise wird für Poolbillard blaue Kreide verwendet, während Snookerspieler grüne Kreide bevorzugen, die weniger sichtbare Spuren auf dem Tuch hinterlässt und feiner granuliert ist. Hauptbestandteil von Billardkreide (mit über 90 %) ist Siliciumdioxid, also Quarz. Anders als oft behauptet, unterscheiden sich diese nicht im Fettgehalt – sie enthalten keinen messbaren Fettanteil –, sondern lediglich durch Wasseranteil, Farbstoff und Granulierung. Der Ausdruck „fettiger“ beschreibt vielmehr, wie stark die Kreide nach dem Stoß an der weißen Spielkugel haften bleibt.
Eine neuere Entwicklung speziell für Snooker ist eine Kreide mit noch feinerem Korn, die einen besseren Kontakt zwischen Pomeranze und Spielball und außerdem weniger Anhaftung an dem Spielball (Kickgefahr) ergeben soll.